# Cañete (kommun i Spanien, Kastilien-La Mancha, Provincia de Cuenca, lat 40,05, long -1,64)
Cañete är en kommun i Spanien.   Den ligger i provinsen Provincia de Cuenca och regionen Kastilien-La Mancha, i den centrala delen av landet, 180 km öster om huvudstaden Madrid. Antalet invånare är 933.